# ایچیجو میکاکو

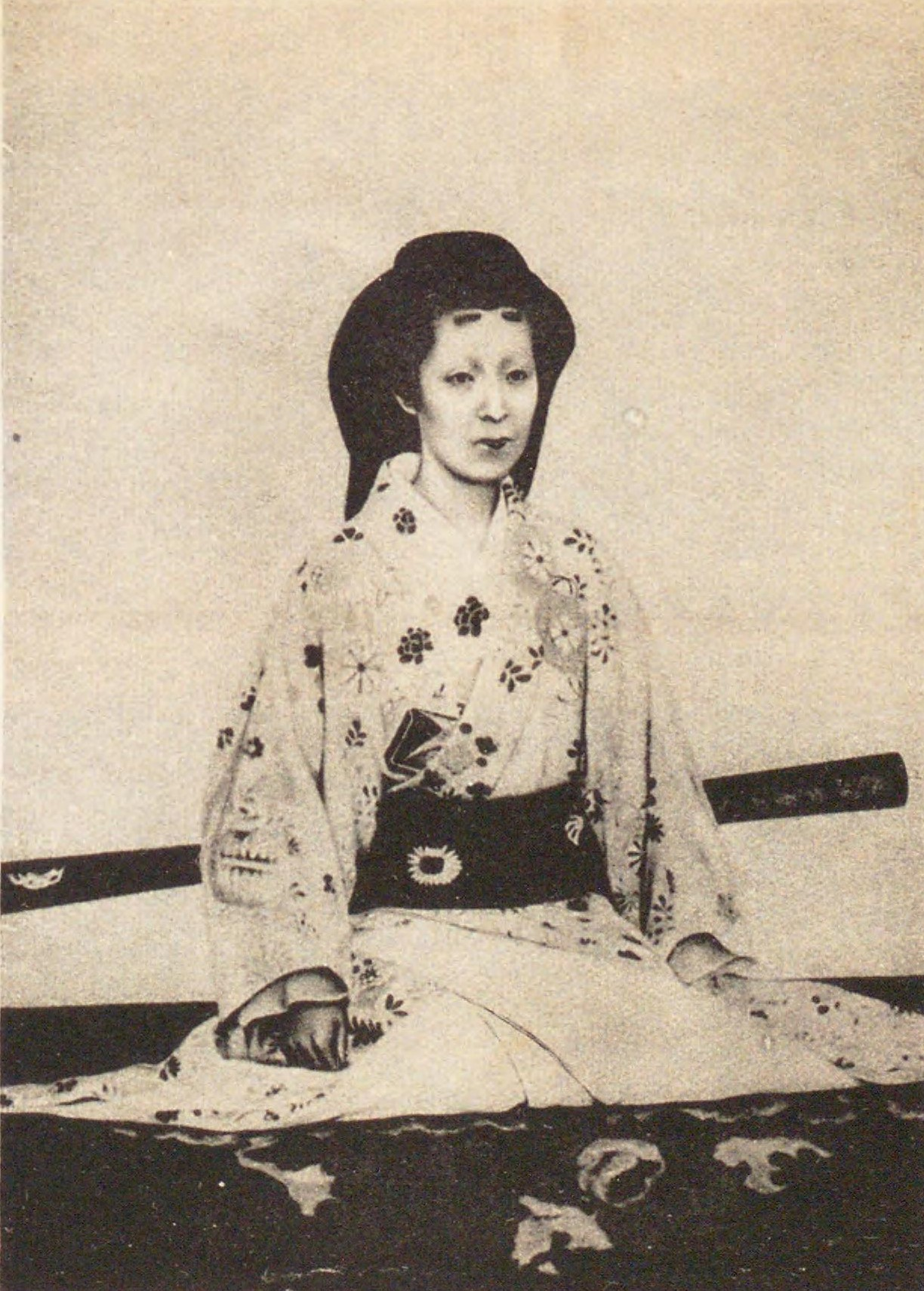

ایچیجو میکاکو (به ژاپنی: 一条 美賀子 いちじょう みかこ) یا میکا-نو-کیمی، نام دوران کودکی نوبوکیمی؛ (تولد ۱۸۳۵ – مرگ ۱۸۹۴)، یک زن در دوره ادو، زن اصلی (سی‌شیتسو) یا میدای‌دوکورو شوگون پانزدهم توکوگاوا یوشینوبو بود.
پدر اصلی او ایماده‌گاوا کینهیسا ja:今出川公久 نام داشت. ایچیجو تروکو پدرخواندهٔ او بود.
سال ۱۸۵۲، میگا-نو-کیمی ۲۱ ساله با یوشینوبو که در آن زمان ۱۹ سال داشت ازدواج کرد.

## ظن رابطه یوشینوبو با توکوشین-این
به نظر می‌رسد میکاکو چندین بار از یوشینوبو به خاطر رفت و آمدهای مکررش به توکوشین-این (بیوه ارباب رئیس قبلی خاندان هیتوتسوباشی توکوگاوا) شکایت کرده بود، اما یوشینوبو هیچ توجهی به او نمی‌کرد. این شایعه یا واقعیت که شوهر جوان‌ترش با یک زن مسن‌تر، رابطهٔ نزدیکی داشت، غرور میکاکو را به شدت جریحه‌دار کرد.
روزی توکوشین-این، شعر نو را در حضور او به یوشینوبو آموزش می‌داد. میکاکو که شاهد رابطهٔ صمیمانه بین این دو بود، نتوانست مقاومت کند و «فوراً با خشم به سوی شوهرش فریاد زد»، که ثبت شده است. در آن زمان برای یک زن غیرقابل تصور بود که در ملاء عام بر سر شوهرش، رئیس خانواده، فریاد بزند.

## شایعاتی مبنی بر اقدام به خودکشی و خیانت یوشینوبو

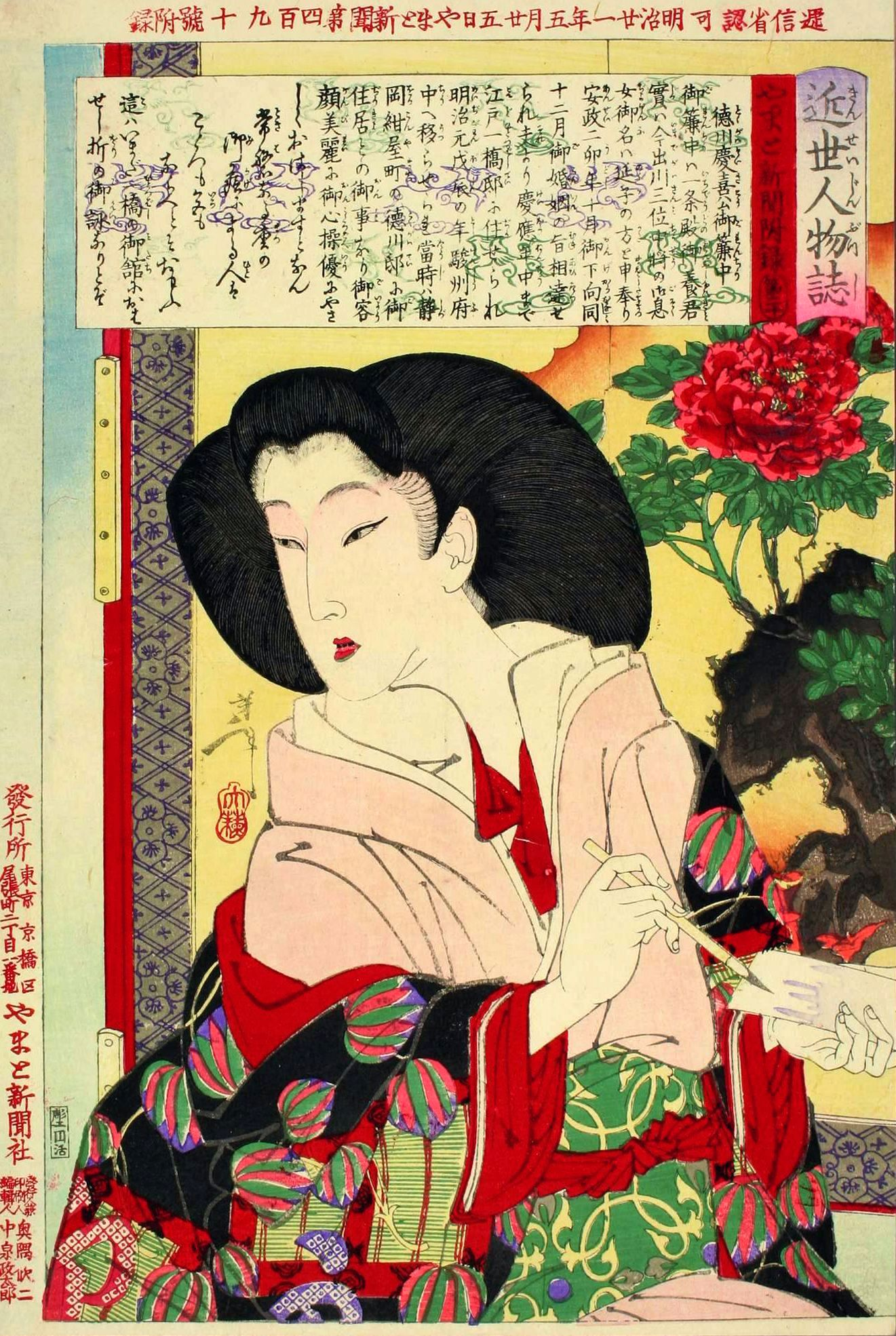

در ژوئن ۱۸۵۶، حدود شش ماه پس از ازدواج، دوازدهمین شوگون دوازدهم، توکوگاوا ایه‌یوشی، اندکی پس از ورود کشتی‌های سیاه، در صحنه سیاسی عمومی درگذشت. جانشین او، سیزدهمین شوگون، توکوگاوا ایه‌سادا، از نظر سلامتی ضعیف بود و قادر به اداره امور دولتی نبود. او فرزندی نداشت، بنابراین این تقاضا مطرح شد که «هیتوتسوباشی یوشینوبو باید جانشین شوگون باشد»، آشوبی در درون خانواده هیتوتسوباشی درگرفت. در همین هنگام میکاکو اقدام به خودکشی کرد.
شیمازو ناری‌آکیرا، ارباب قلمرو ساتسوما که از هیتوتسوباشی یوشینوبو به عنوان شوگون بعدی حمایت می‌کرد، نامه زیر را به رفیقش، ماتسودایرا یوشیناگا (شونگاکو)، ارباب قلمرو اچیزن، فرستاد:
«در ۱۶ ژوئن، میکاکو، همسر کیکی، اقدام به خودکشی کرد، اما به نحوی نجات یافت.»
اقدام به خودکشی همسر یوشینوبو، میکاکو، با شوکی برای اطرافیانش گزارش شد. سیشوئین، مادر واقعی ماتسودایرا کیناگا، میکاکو را «زنی حسود» توصیف کرد و نوشت: «آیا ممکن است بین یوشینوبو و توکوشین-این رابطه‌ای وجود داشته باشد؟ من شک دارم که اینطور باشد، اما اختلاف سنی زیادی بین آنها وجود ندارد…» و در مورد احتمال رابطه بین یوشینوبو و توکوشین-این نوشت. به عبارت دیگر، فقط میکاکو نبود که به رابطه بین یوشینوبو و توکوشین-این مشکوک بود.
اتفاقاً، ماتسودایرا یوشیناگا برادر کوچکتر شوهر فقید توکوشین-این، هیتوتسوباشی یوشیتوشی، بود بنابراین توکوشین-این همسر برادر او بود. او چه واکنشی به شایعات رسواکننده بین همسر برادرش و هیتوتسوباشی یوشینوبو، که او از او به عنوان شوگون بعدی حمایت می‌کرد، نشان داد؟ ماتسودایرا یوشیناگا همچنین این حادثه را به داته مونه‌ناری، ارباب قلمرو اوواجیما در آیو (استان اهیمه امروزی)، که او نیز از هیتوتسوباشی یوشینوبو به عنوان شوگون بعدی حمایت می‌کرد، گزارش داد و پاسخ زیر را از داته مونه‌ناری دریافت کرد:
«به نظر می‌رسد شما (کیناگا) معتقدید که اقدام به خودکشی اخیر همسر لرد یوشینوبو به دلیل رابطه بین لرد یوشینوبو و توکوشین-این بوده است. ظاهر همسر برادر شما کاملاً با همسر لرد یوشینوبو متفاوت است، بنابراین باید برای برادر مرحومتان بسیار ناراحت باشید.»
به عبارت دیگر، داته مونه‌ناری تا حدودی از وجود رابطه بین یوشینوبو و توکوشینین مطمئن بود و می‌گفت: «توکوشینین بسیار زیباتر از میگا-نو-کیمی است، بنابراین اشتباهاتی از این دست احتمالاً رخ می‌دهد» و حرف‌های بسیار بی‌ادبانه‌ای به میکاکو زد.
برخی معتقدند که اقدام به خودکشی میکاکو یک نمایش بوده است. او از همان ابتدا قصد مردن نداشت و با ایجاد جنجال و هیاهو سعی در انتقام گرفتن از شوهرش داشت. در هر صورت، شکی نیست که رابطه نزدیک یوشینوبو و توکوشین-این در آن زمان، میکاکو را عذاب می‌داد.

## حبس خانگی کیکی

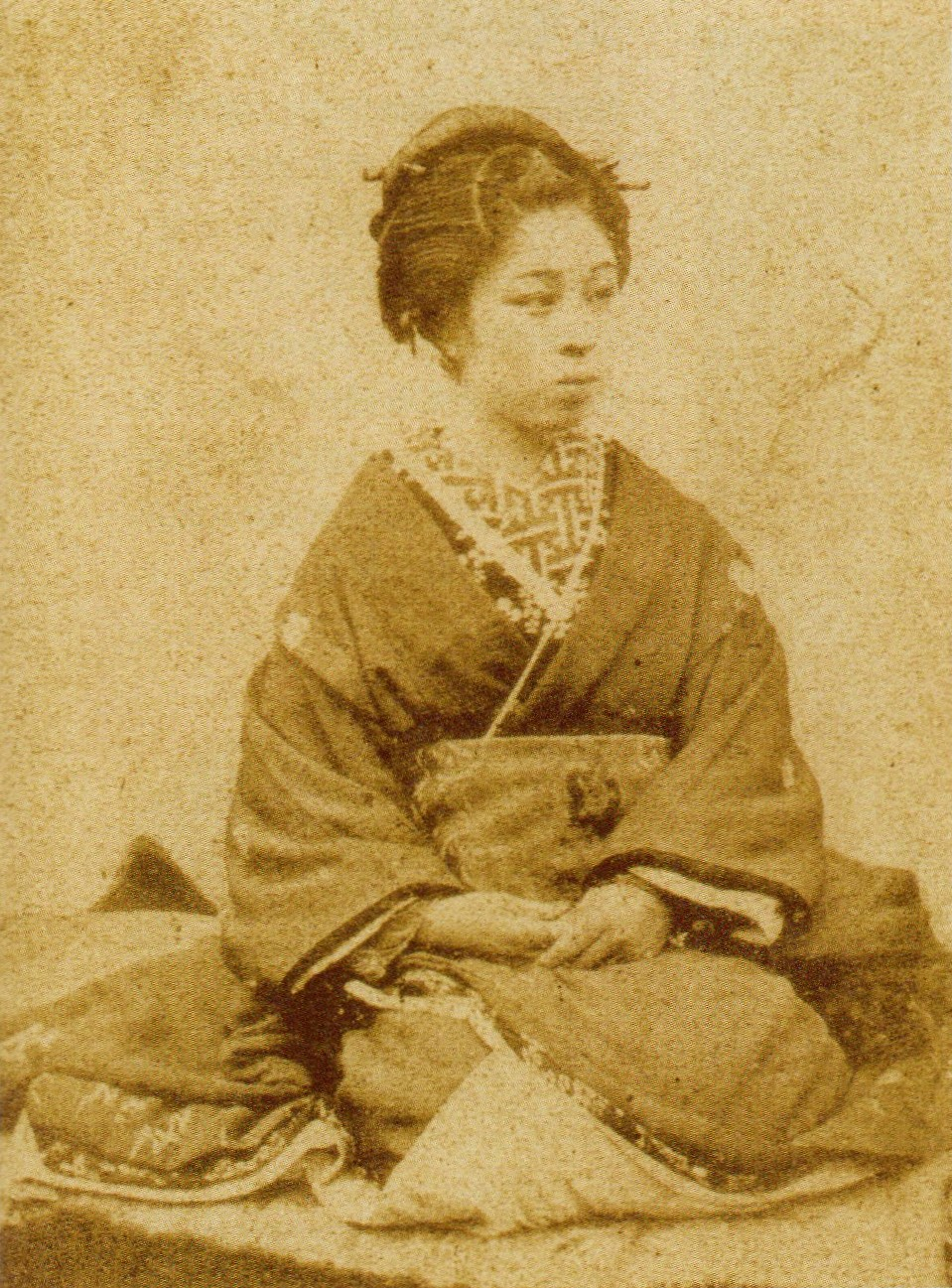

با این حال، این آشفتگی در سال ۱۸۵۸ به‌طور غیرمنتظره‌ای پایان یافت. به یوشینوبو دستور داده شد که در حبس خانگی قرار گیرد و در اتاقی در جلوی عمارتش محبوس شود و دیگر قادر به ملاقات با میکاکو یا توکوشین-این نبود.
در همان سال، ای نائوسوکه، که به عنوان مشاور ارشد شوگون‌سالاری یا تایرو منصوب شده بود، بدون کسب اجازه از دربار امپراتوری، پیمان دوستی و تجارت بین ایالات متحده و ژاپن را امضا کرد. او همچنین تصمیم گرفت که جانشین سیزدهمین شوگون، ایه‌سادا، که موضوع اختلاف نظرهای زیادی بود، توکوگاوا ایه‌موچی از قلمرو کیشو باشد که رقیب او هیتوتسوباشی یوشینوبو محسوب می‌شد.
در ماه ژوئن، یوشینوبو به قلعه ادو رفت تا از ای نائوسوکه در مورد بی‌احترامی نشان داده شده به دربار امپراتوری هنگام امضای پیمان سؤال کند. با این حال، ای نائوسوکه به طرز ماهرانه‌ای طفره رفت و ماه بعد یوشینوبو از رفتن به قلعه منع شد و به او دستور بازنشستگی و حبس خانگی داده شد. از دیدگاه ای، با مجازات یوشینوبو، او توانست مسئله جانشین شوگون را حل و فصل کند. اتفاقاً، ماتسودایرا یوشیناگا و داته مونه‌ناری، که از یوشینوبو به عنوان شوگون بعدی حمایت کرده بودند، نیز به بازنشستگی و حبس خانگی محکوم شدند.
در واقع، در ماه ژوئیه همان سال، درست پس از آنکه به یوشینوبو دستور داده شد که دیگر به قلعه نرود، میکاکو یک دختر به دنیا آورد. امید می‌رفت که تولد فرزند یوشینوبو به احیای رابطه بین این زوج کمک کند، اما دختر بچه تنها ۲۰ روز پس از تولدش درگذشت.
حبس یوشینوبو حدود دو سال ادامه یافت و او سرانجام در سپتامبر ۱۸۶۰، شش ماه پس از ترور ای تایرو در بیرون دروازه ساکورادامون، آزاد شد. با این حال، او هنوز اجازه ملاقات یا مکاتبه با اقوام یا دیگران را نداشت و طبیعتاً، میکاکو نیز نمی‌توانست با وجود حضور در عمارت، او را ملاقات کند. این ممنوعیت تا آوریل ۱۸۶۲، دو سال بعد، ادامه یافت. با این حال، توانایی میکاکو برای ملاقات با یوشینوبو کوتاه مدت بود. در پایان همان سال، یوشینوبو پیش از شوگون ایه‌موچی به کیوتو رفت که در آشفتگی بود.

## جدایی‌های بعدی
از آن به بعد، یوشینوبو بیشتر وقت خود را در کیوتو به مدت شش سال بعدی تا سال ۱۸۶۸ گذراند. به عبارت دیگر، از سال ۱۸۵۸، زمانی که یوشینوبو توسط ای تایرو از ورود به قلعه منع شد، می‌توان گفت که میکاکو تقریباً هیچ فرصتی برای گذراندن وقت با یوشینوبو نداشت.
گفته می‌شود میکاکو در دورانی که مسئول عمارت هیتوتسوباشی بود، تمایل به افسردگی داشت. با این حال، ممکن است رابطه او با توکوشین-این، که در همان عمارت زندگی می‌کرد، به تدریج بهبود یافته باشد. تنها کاری که میکاکو و توکوشین-این می‌توانستند انجام دهند، تماشای دوران آشفته از درون عمارت، بدون حضور یوشینوبو بود.
در ژوئیه ۱۸۶۶ (کیو ۲)، چهاردهمین شوگون، ایه‌موچی، بر اثر بیماری در قلعه اوساکا درگذشت. او در میانه رهبری اولین لشکرکشی چوشو بود. در پاسخ به این موضوع، بزرگان شوگون‌سالاری توصیه کردند که هیتوتسوباشی یوشینوبو، که در آن زمان سمت فرمانده کل گارد امپراتوری را بر عهده داشت و حضور پررنگی در کیوتو داشت، مناسب‌ترین فرد برای شوگون بعدی باشد. در دسامبر همان سال، یوشینوبو به عنوان پانزدهمین شوگون در کیوتو منصوب شد. به عبارت دیگر، میکاکو همسر شوگون شد.
همسر شوگون باید در اواوکوی قلعه ادو (حرمسرای شوگون) می‌بود و حضور مرکزی در اواوکو بود. در آن زمان، اواوکو توسط تنشو-این (آتسوهیمه)، بیوه سیزدهمین شوگون، ایه‌سادا، و همچنین توسط  چیکاکو، شاهدخت کازو، بیوه چهاردهمین شوگون، ایه‌موچی، اداره می‌شد. با این حال، یوشینوبو از قلعه ادو دور بود و بدون شوگون، میکاکو نمی‌توانست وارد اواوکو شود.
در اکتبر سال بعد، ۱۸۶۷، یوشینوبو قدرت را به دربار امپراتوری در کیوتو بازگرداند. این امر منجر به لغو شوگون‌سالاری ادو شد و یوشینوبو دیگر شوگون نبود. به عبارت دیگر، یوشینوبو هرگز به عنوان شوگون وارد قلعه ادو نشد و میکاکو به همسر شوگونی تبدیل شد که هرگز وارد اواوکو نشد.

## زندگی با کیکی

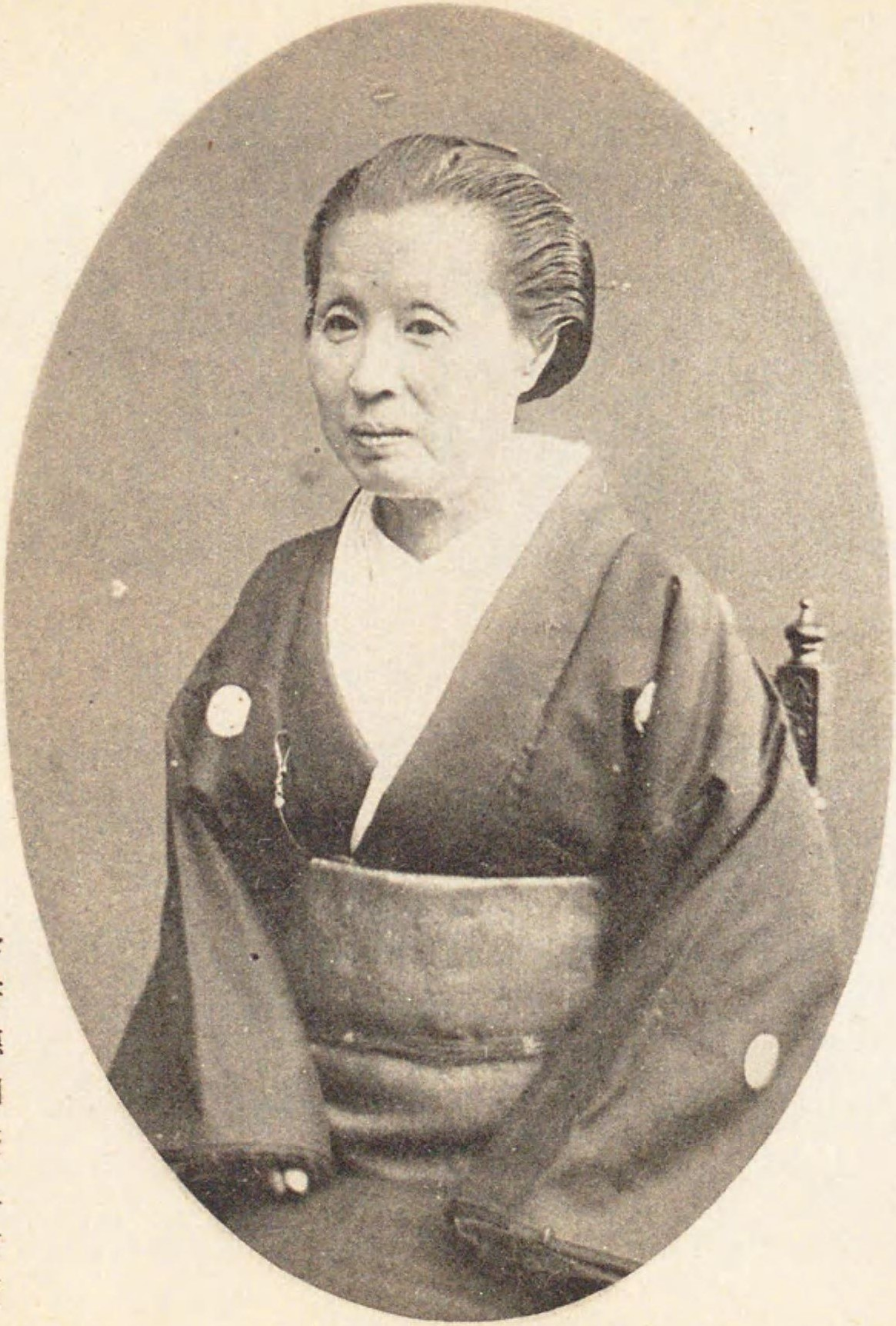
در سن پیری

در ژانویه ۱۸۶۸، پس از شکست از نیروهای دولتی جدید در نبرد توبا-فوشیمی، یوشینوبو به عنوان دشمن دربار ژاپن اعلام شد و به ادو بازگشت. با توجه به اینکه یوشینوبو هدف انقیاد قرار گرفته بود و نیروهای دولتی جدید به ادو هجوم آورده بودند، مشخص نیست که آیا میکاکو توانسته با یوشینوبو ملاقات کند یا خیر. حتی اگر آنها می‌توانستند ملاقات کنند، احتمالاً فقط برای مدت کوتاهی بود.
در ماه فوریه، یوشینوبو قلعه ادو را ترک کرد و وارد معبد کانئی در اوئنو شد، جایی که دوره حبس خانگی خود را آغاز کرد. سپس، در ۱۴ آوریل، هنگامی که قلعه ادو بدون خونریزی تسلیم شد، یوشینوبو به سمت قلمرو میتو حرکت کرد و در آنجا در میتو، جایی که دوران کودکی خود را گذرانده بود، تحت بازداشت خانگی قرار گرفت. در ماه ژوئیه، او به شیزوئوکا، جایی که خانواده اصلی توکوگاوا نیز به آنجا منتقل شده بودند، نقل مکان کرد و دوره حبس خود را در معبد هودای-این، که با خاندان توکوگاوا ارتباط داشت، ادامه داد. در این مدت، میکاکو اقامتگاه هیتوتسوباشی در نزدیکی قلعه ادو را ترک کرد و به نظر می‌رسد زمانی را با توکوشین-این و مادر یوشینوبو، تیهو-این (شاهدخت یوشیکو)، در اقامتگاه میتو در کویشیکاوا، ادو گذرانده است.
در پایان سپتامبر ۱۸۶۹، سرانجام حبس یوشینوبو برداشته شد و او از هودای-این به محل اقامت سابق قاضی در شیزوئوکا نقل مکان کرد. در این زمان، میکاکو با کمک مادرشوهرش و توکوشین-این، میکاکو به شیزوئوکا رفت و با یوشینوبو زندگی کرد. میکاکو ۳۵ ساله بود.
در همین حال، یوشینوبو دختران دو سامورایی را به عنوان همسر غیراصلی گرفت و یکی پس از دیگری صاحب فرزند شد. تعداد کل فرزندان ۱۰ پسر و ۱۱ دختر بود. با این حال، یوشینوبو اصرار داشت که میکاکو همسر قانونی اوست و مادر فرزندانش میکاکو است.
پس از آن، مادر یوشینوبو، سادایوشی-این، و توکوشین-این برای ملاقات به شیزوئوکا می‌آمدند و هر بار یوشینوبو و میکاکو از آنها استقبال گرمی می‌کردند. روزهای او در شیزوئوکا احتمالاً آرام‌ترین و شادترین دوران زندگی‌اش بود.
در سال ۱۸۹۴، میکاکو به سرطان پستان مبتلا شد و برای جراحی به توکیو سفر کرد، اما مدت کوتاهی پس از آن در محل اقامت توکوگاوا ایساتو در سنداگایا (یکی از محله‌های توکیو) درگذشت. او ۶۰ سال داشت.  شعر واکا که او برای یوشینوبو، که او را در شیزوئوکا بدرقه می‌کرد، فرستاد، آخرین کلام او شد.
«پس با جاده خداحافظی می‌کنم، تنها ردپای سفرمان برف سفیدی است که بر لبهٔ آن نقش بسته.»
میکاکو اکنون در گورستان یاناکا در کنار یوشینوبو آرام گرفته است.